# Захари Бахаров
Захари Емилов Бахаров е български театрален и киноактьор, телевизионен водещ.

## Биография
Захари Емилов Бахаров е роден на 12 август 1980 година в София. С актьорство започва да се занимава случайно в гимназията, а през 1998 г. е приет в НАТФИЗ в класа на проф. Надежда Сейкова и завършва през 2002 г..
От дълго време има връзка с журналистката Диана Алексиева. Двамата заедно имат 2 деца. Захари има по-малък брат – Явор Бахаров, който също е актьор.
Бахаров е сред рекламните лица на „Грейт Уол Моторс“. 

## Кариера
Захари Бахаров играе активно в театъра, както и в български и чуждестранни кинопродукции.
Първата роля, която Захари Бахаров изпълнява на професионалната сцена, е в „Ромео и Жулиета“ от Шекспир. От 2003 г. е в трупата на Народния театър „Иван Вазов“, където някои от ролите му са: „Макбет“, „Хъшове“, „Почивен ден“, „С любовта шега не бива“ и много други. Носител е на наградите „Аскеер“ през 2006 г. за поддържаща мъжка роля в „Крал Лир“; „Икар“ през 2007 г. за поддържаща мъжка роля в „Дон Жуан“. Получава „Аскеер“ през 2009 за „Три дъждовни дни“ от Ричард Грийнбърг на Театър 199. Участва в постановките „Старицата от Калута“ от Ханох Левин, режисьор Явор Гърдев и „Тероризъм“ от Владимир и Олег Преснякови, режисьор Иван Добчев и Маргарита Младенова на Театър 199.
Получава наградата „Икар“ на Съюза на артистите в България „награда за поддържаща роля“, за ролята на Сганарел в „Дон Жуан“ по Молиер, реж. Александър Морфов, Народен театър „Иван Вазов“ (2007).
Отличен е с „Икар“ и „Аскеер“ 2018 г. за водеща мъжка роля в спектакъла „Чамкория“ от Милен Русков, режисьор Явор Гърдев на Театър 199.
Отпечатъци от ходилата му могат да бъдат видяни на Стената на славата пред Театър 199.
Първата му главна роля в киното е в „Дзифт“ на режисьора Явор Гърдев. Филмът го превръща в звезда и му носи Награда за мъжка роля на Годишни награди за българско киноизкуство (2009) и Награда за най-добър актьор на Международния филмов фестивал Чунгмуро, Сеул (2009). Сред последните филми с негово участие са „Стъклената река“ (реж. Станимир Трифонов), „Love.net“ (Илиян Джевелеков) и ролята му на гангстера Иво Андонов в „Под прикритие“.

## Филмография
- „Войната на буквите“ (2023), 12 епизода – Кавхан Георги Сурсувул [3]
- „Януари“ (2021) – Близнак 1
- „Денят на бащата“ (2019), 6 епизода – Димо
- „Възвишение“ (2017) – Иван Драсов
- Геният (2017) – Руски генерал
- „Игра на тронове“ сезон 5 (2015) – Лобода
- „Пазители на наследството“ (2014)
- Операция „Шменти капели“ (2011) – Татко
- „Под прикритие“ (2011 – 2016) – Иво Андонов
- „Love.net“ (2011) – Андрей Богатев
- „Цахес“ (2010)
- „Бягството“ (2010) – Разпитващ
- „Стъклената река“ (2010) – пастира Методи
- „Кметът“ (2010)
- Double Identity (2009) – Александър
- „Универсален войник: Регенерация“ (2009) – Командир Топов
- Главно представление (2009) Command Performance – агент Михаил Каписта, охрана на президента
- Train (2008) – Крупие
- „Дзифт“ (2008) – Молецът
- „Корпорация Война“ (2008)
- Into the wild (2007)
- Joe Petrosino (2006) – Гуапо Алто
- „Бунтът на L.“ (2006) – Маркуча
- Locusts: The 8th Plague (2005) – Уличен свещеник
- Nature Unleashed: Avalanche (2004) – Ханс
- Air Marshal (2003)
- Marines (2003) – престъпник
- Мускетарят с маратонките (1997)